# Deutsche Wasserball-Liga 2009/10
Die Saison 2009/10 der Deutschen Wasserball-Liga begann am 14. November 2009 mit der Hauptrunde und endete mit der Titelverteidigung der Wasserfreunde Spandau 04 mit einem Erfolg im Finale über den neuen Pokalsieger ASC Duisburg. Der Rekordmeister aus Spandau sicherte sich damit seinen 30. Titel seit 1979. In die 2. Wasserball-Liga stiegen der ASC Brandenburg und die SSF Aegir Uerdingen 07 ab.

## Modus
Die Spiele wurden nach dem Rundensystem mit Hauptrunde (Hin- und Rückspiel), Qualifikationsrunde (Best-of-Five) sowie Meisterschaftsrunde (Play-off-Endrunde) und Abstiegsrunde (Play-down-Endrunde) von Mitte November 2009 bis Ende Juni 2010 ausgetragen.

## Hauptrunde
Gespielt wurde in zwei Gruppen zu je acht Mannschaften in einer einfachen Runde mit Hin- und Rückspiel. In der Gruppe A, der die besten acht Mannschaften der Vorsaison angehörten, qualifizierten sich die ersten vier direkt für die Play-off-Endrunde. Die letzten vier der Gruppe A mussten in eine Qualifikationsrunde mit den ersten vier Mannschaften der Gruppe B. Für die letzten vier Mannschaften der Gruppe B ging es direkt in die Play-down-Endrunde.

### Gruppe A

#### Abschlusstabelle
| Pl. | Verein                         | Sp. | S  | U | N  | Tore    | Diff. | Punkte |
| --- | ------------------------------ | --- | -- | - | -- | ------- | ----- | ------ |
| 1.  | Wasserfreunde Spandau 04 (M,P) | 14  | 14 | 0 | 0  | 240:690 | +171  | 28:0   |
| 2.  | ASC Duisburg                   | 14  | 12 | 0 | 2  | 217:103 | +114  | 24:40  |
| 3.  | SV Bayer Uerdingen 08          | 14  | 7  | 1 | 6  | 131:123 | +8    | 15:13  |
| 4.  | SG W98/Waspo Hannover          | 14  | 7  | 0 | 7  | 110:133 | −23   | 14:14  |
| 5.  | SSV Esslingen                  | 14  | 5  | 1 | 8  | 118:148 | −30   | 11:17  |
| 6.  | SG Neukölln Berlin             | 14  | 5  | 0 | 9  | 101:171 | −70   | 10:18  |
| 7.  | SC Wedding Berlin              | 14  | 3  | 0 | 11 | 092:178 | −86   | 06:22  |
| 8.  | SV Würzburg 05                 | 14  | 2  | 0 | 12 | 078:162 | −84   | 04:24  |

 Teilnehmer an der Qualifikationsrunde Gruppe A – Gruppe B 
 (M) amtierender Meister 
 (P) amtierender Pokalsieger

#### Kreuztabelle
Die Kreuztabelle stellt die Ergebnisse aller Spiele dieser Saison dar. Die Heimmannschaft ist in der linken Spalte aufgelistet und die Gastmannschaft in der obersten Reihe.
| Gruppe A 14. November 2009 – 1. Mai 2010 | Gruppe A 14. November 2009 – 1. Mai 2010 | Wasserfreunde Spandau 04 | ASC Duisburg | SV Bayer Uerdingen 08 | SG W98/Waspo Hannover | SSV Esslingen | SG Neukölln Berlin | SC Wedding Berlin | SV Würzburg 05 |
| ---------------------------------------- | ---------------------------------------- | ------------------------ | ------------ | --------------------- | --------------------- | ------------- | ------------------ | ----------------- | -------------- |
| 01.                                      | Wasserfreunde Spandau 04                 |                          | 16:90        | 17:40                 | 20:90                 | 24:60         | 17:20              | 20:30             | 19:30          |
| 02.                                      | ASC Duisburg                             | 05:13                    |              | 12:70                 | 15:50                 | 12:70         | 23:70              | 25:70             | 24:20          |
| 03.                                      | SV Bayer Uerdingen 08                    | 07:15                    | 05:10        |                       | 11:50                 | 12:90         | 14:30              | 13:50             | 11:50          |
| 04.                                      | SG W98/Waspo Hannover                    | 04:12                    | 08:16        | 7:4                   |                       | 8:7           | 12:80              | 11:20             | 7:6            |
| 05.                                      | SSV Esslingen                            | 06:19                    | 05:12        | 8:8                   | 12:80                 |               | 15:60              | 11:60             | 10:70          |
| 06.                                      | SG Neukölln Berlin                       | 05:18                    | 05:19        | 10:90                 | 13:80                 | 7:9           |                    | 6:3               | 14:10          |
| 07.                                      | SC Wedding Berlin                        | 05:15                    | 12:20        | 11:17                 | 04:10                 | 9:6           | 07:10              |                   | 11:80          |
| 08.                                      | SV Würzburg 05                           | 01:15                    | 04:15        | 6:9                   | 3:8                   | 10:70         | 7:5                | 6:7               |                |

### Gruppe B

#### Abschlusstabelle
| Pl. | Verein                     | Sp. | S  | U | N  | Tore    | Diff. | Punkte |
| --- | -------------------------- | --- | -- | - | -- | ------- | ----- | ------ |
| 1.  | Wasserball-Union Magdeburg | 14  | 11 | 0 | 3  | 201:122 | +79   | 22:60  |
| 2.  | OSC Potsdam                | 14  | 9  | 3 | 2  | 142:121 | +21   | 21:70  |
| 3.  | SV Weiden                  | 14  | 8  | 1 | 5  | 133:107 | +26   | 17:11  |
| 4.  | SV Krefeld 72              | 14  | 8  | 1 | 5  | 134:109 | +25   | 17:11  |
| 5.  | Duisburger SV 98 (N)       | 14  | 7  | 2 | 5  | 141:123 | +18   | 16:12  |
| 6.  | SV Cannstatt (N)           | 14  | 6  | 1 | 7  | 137:133 | +4    | 13:15  |
| 7.  | ASC Brandenburg            | 14  | 2  | 1 | 11 | 119:173 | −54   | 05:23  |
| 8.  | SSF Aegir Uerdingen 07     | 14  | 0  | 1 | 13 | 072:187 | −115  | 01:27  |

 Teilnehmer an der Qualifikationsrunde Gruppe A – Gruppe B 
 (N) Aufsteiger aus der 2. Wasserball-Liga

#### Kreuztabelle
Die Kreuztabelle stellt die Ergebnisse aller Spiele dieser Saison dar. Die Heimmannschaft ist in der linken Spalte aufgelistet und die Gastmannschaft in der obersten Reihe.
| Gruppe B 14. November 2009 – 1. Mai 2010 | Gruppe B 14. November 2009 – 1. Mai 2010 | Wasserball-Union Magdeburg | OSC Potsdam | SV Weiden | SV Krefeld 72 | Duisburger SV 98 | SV Cannstatt | ASC Brandenburg |       |
| ---------------------------------------- | ---------------------------------------- | -------------------------- | ----------- | --------- | ------------- | ---------------- | ------------ | --------------- | ----- |
| 01.                                      | Wasserball-Union Magdeburg               |                            | 19:60       | 11:50     | 14:13         | 14:09            | 15:10        | 19:90           | 24:30 |
| 02.                                      | OSC Potsdam                              | 12:90                      |             | 12:60     | 11:80         | 9:9              | 15:10        | 14:90           | 15:80 |
| 03.                                      | SV Weiden                                | 06:11                      | 6:7         |           | 11:80         | 13:13            | 6:7          | 18:80           | 18:20 |
| 04.                                      | SV Krefeld 72                            | 10:80                      | 4:9         | 5:6       |               | 6:4              | 13:60        | 17:60           | 11:40 |
| 05.                                      | Duisburger SV 98                         | 09:12                      | 10:70       | 5:8       | 08:12         |                  | 9:7          | 9:7             | 12:50 |
| 06.                                      | SV Cannstatt                             | 14:10                      | 7:9         | 08:10     | 10:10         | 09:11            |              | 19:90           | 12:30 |
| 07.                                      | ASC Brandenburg                          | 09:20                      | 7:7         | 08:10     | 5:7           | 09:10            | 8:9          |                 | 12:60 |
| 08.                                      | SSF Aegir Uerdingen 07                   | 07:15                      | 9:9         | 02:10     | 07:10         | 03:17            | 5:9          | 08:13           |       |

## Qualifikationsrunde Gruppe A – Gruppe B
In der Qualifikationsrunde wurden die letzten vier Teilnehmer für die Play-off bzw. Play-down Endrunde ermittelt. Dabei trafen die letzten vier der Gruppe A auf die besten vier Mannschaften der Gruppe B. Die vier Sieger sicherten sich außerdem noch den Startplatz in der Gruppe A zur Folgesaison.
Modus: Best-of-Five
Termine: 5./6. Mai 2010 (1. Spiel), 8. Mai 2010 (2. Spiel), 9. Mai 2010 (3. Spiel), 13. Mai 2010 (4. Spiel) und 15. Mai 2010 (5. Spiel)
Die Mannschaften der Gruppe B hatten im 1. und 4. Spiel Heimrecht.
|           | Paarung                    | Paarung | Paarung            | 1.    | 2.    | 3.    | 4.    | 5.    |
| --------- | -------------------------- | ------- | ------------------ | ----- | ----- | ----- | ----- | ----- |
| 1.B – 8.A | Wasserball-Union Magdeburg | –       | SV Würzburg 05     | 08:10 | 11:90 | 08:10 | 7:8   | –––   |
| 2.B – 7.A | OSC Potsdam                | –       | SC Wedding Berlin  | 11:10 | 07:13 | 6:8   | 14:11 | 10:16 |
| 3.B – 6.A | SV Weiden                  | –       | SG Neukölln Berlin | 8:6   | 4:3   | 5:7   | 7:4   | –––   |
| 4.B – 5.A | SV Krefeld 72              | –       | SSV Esslingen      | 3:8   | 8:6   | 5:9   | 09:10 | –––   |

 Würzburg, Wedding, Weiden und Esslingen qualifizierten sich für die Playoff-Endrunde und spielen zur Saison 2010/11 in der Gruppe A.

## Play-down

### 1. Runde
Modus: Best-of-Three
Termine: 29. Mai 2010 (1. Spiel), 5. Juni 2010 (2. Spiel) und 6. Juni 2010 (3. Spiel)
Die erstgenannte Mannschaft hatte nur im 1. Spiel Heimrecht.
| Paarung                | Paarung | Paarung                    | 1.    | 2.    | 3.    |
| ---------------------- | ------- | -------------------------- | ----- | ----- | ----- |
| SSF Aegir Uerdingen 07 | –       | Wasserball-Union Magdeburg | 2:9   | 03:20 | –––   |
| ASC Brandenburg        | –       | OSC Potsdam                | 5:4   | 7:8   | 13:15 |
| SV Cannstatt           | –       | SG Neukölln Berlin         | 05:12 | 9:8   | 10:60 |
| Duisburger SV 98       | –       | SV Krefeld 72              | 3:7   | 7:8   | –––   |

### 2. Runde
Modus: Best-of-Five
Termine: 9. Juni 2010 (1. Spiel), 12. Juni 2010 (2. Spiel) und 13. Juni 2010 (3. Spiel)
Die erstgenannte Mannschaft hatte nur im 1. Spiel Heimrecht.
| Paarung                | Paarung | Paarung            | 1.    | 2.  | 3.    | 4.  | 5.  |
| ---------------------- | ------- | ------------------ | ----- | --- | ----- | --- | --- |
| SSF Aegir Uerdingen 07 | –       | Duisburger SV 98   | 06:12 | 6:7 | 08:17 | ––– | ––– |
| ASC Brandenburg        | –       | SG Neukölln Berlin | 10:13 | 8:9 | 06:15 | ––– | ––– |

 Absteiger in die 2. Wasserball-Liga

## Play-off

### Viertelfinale
Modus: Best-of-Three
Termine: 29. Mai 2010 (1. Spiel), 5. Juni 2010 (2. Spiel) und 6. Juni 2010 (3. Spiel)
Die erstgenannte Mannschaft hatte nur im 1. Spiel Heimrecht.
| Paarung           | Paarung | Paarung                  | 1.    | 2.      | 3.  |
| ----------------- | ------- | ------------------------ | ----- | ------- | --- |
| SV Würzburg 05    | –       | Wasserfreunde Spandau 04 | 04:16 | [ V 1 ] | ––– |
| SC Wedding Berlin | –       | ASC Duisburg             | 03:12 | 06:16   | ––– |
| SV Weiden         | –       | SV Bayer Uerdingen 08    | 4:6   | 06:12   | ––– |
| SSV Esslingen     | –       | SG W98/Waspo Hannover    | 11:70 | 5:6     | 9:5 |

1. ↑  Wasserfreunde Spandau 04 – SV Würzburg 05 (2. Spiel); Wertung: 10:0 für Spandau, Würzburg trat wegen personeller Probleme nicht an.

### Halbfinale
Modus: Best-of-Five
Termine: 9. Juni 2010 (1. Spiel), 12. Juni 2010 (2. Spiel) und 13. Juni
2010 (3. Spiel)
Die erstgenannte Mannschaft hatte nur im 1. Spiel Heimrecht.
| Paarung               | Paarung | Paarung                  | 1.    | 2.    | 3.    | 4.  | 5.  |
| --------------------- | ------- | ------------------------ | ----- | ----- | ----- | --- | --- |
| SSV Esslingen         | –       | Wasserfreunde Spandau 04 | 05:18 | 03:21 | 06:10 | ––– | ––– |
| SV Bayer Uerdingen 08 | –       | ASC Duisburg             | 06:12 | 09:16 | 05:15 | ––– | ––– |

### Spiel um Platz 3
Modus: Best-of-Three
Termine: 23. Juni 2010 (Esslingen), 26. Juni 2010 (Uerdingen) und 27. Juni 2010 (Uerdingen)
| Paarung       | Paarung | Paarung               | 1.   | 2.   | 3.   |
| ------------- | ------- | --------------------- | ---- | ---- | ---- |
| SSV Esslingen | –       | SV Bayer Uerdingen 08 | 10:8 | 8:11 | 8:12 |

### Finale
Modus: Best-of-Five
Termine: 23. Juni 2010 (Duisburg), 26. Juni 2010 (Berlin), 27. Juni 2010 (Berlin) und 30. Juni 2010 (Duisburg)
| Paarung      | Paarung | Paarung                  | 1.  | 2.  | 3.  | 4.    | 5.  |
| ------------ | ------- | ------------------------ | --- | --- | --- | ----- | --- |
| ASC Duisburg | –       | Wasserfreunde Spandau 04 | 6:9 | 6:5 | 4:7 | 10:11 | ––– |

 Deutscher Meister

## Die Meistermannschaft
| 1.                                | Wasserfreunde Spandau 04 |
| Logo der Wasserfreunde Spandau 04 | - Tor: Alexander Tchigir, Roger Kong - Feldspieler: Erik Bukowski, Fabian Schroedter, Florian Naroska, Tobias Preuß, Dennis Eidner, Marko Savic, Erik Miers, Andreas Schlotterbeck, Moritz Oeler, Sören Mackeben, Marko Stamm, Marko Bolović, David Kleine, Maurice Jüngling, Jeldrik Biegel, Andre Koch - Trainer: Nebojša Novoselac |